# Fågelloppor
Fågelloppor (Ceratophyllidae) är en familj av loppor. Enligt Catalogue of Life ingår fågelloppor i överfamiljen Ceratophylloidea, ordningen loppor, klassen egentliga insekter, fylumet leddjur och riket djur, men enligt Dyntaxa är tillhörigheten istället ordningen loppor, klassen egentliga insekter, fylumet leddjur och riket djur. Enligt Catalogue of Life omfattar familjen Ceratophyllidae 417 arter. 

## Bildgalleri

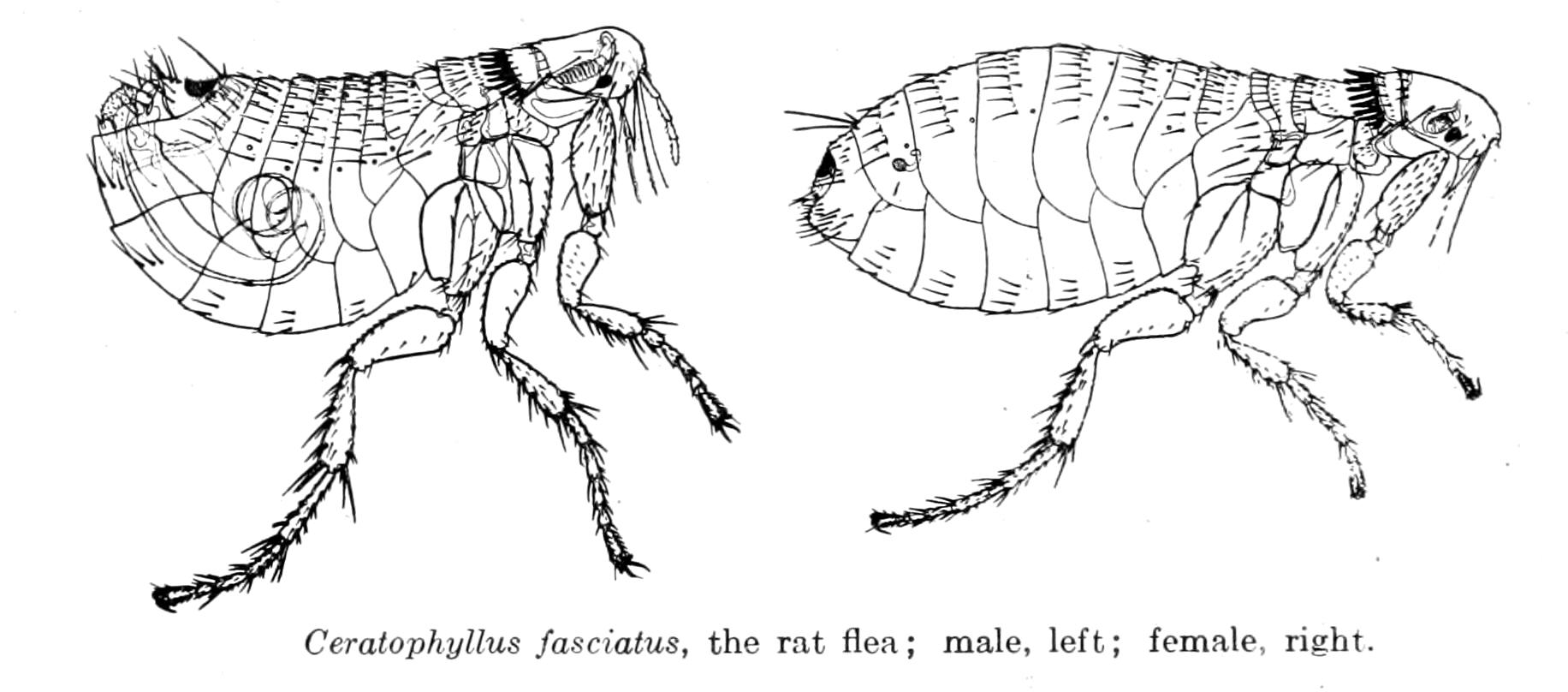
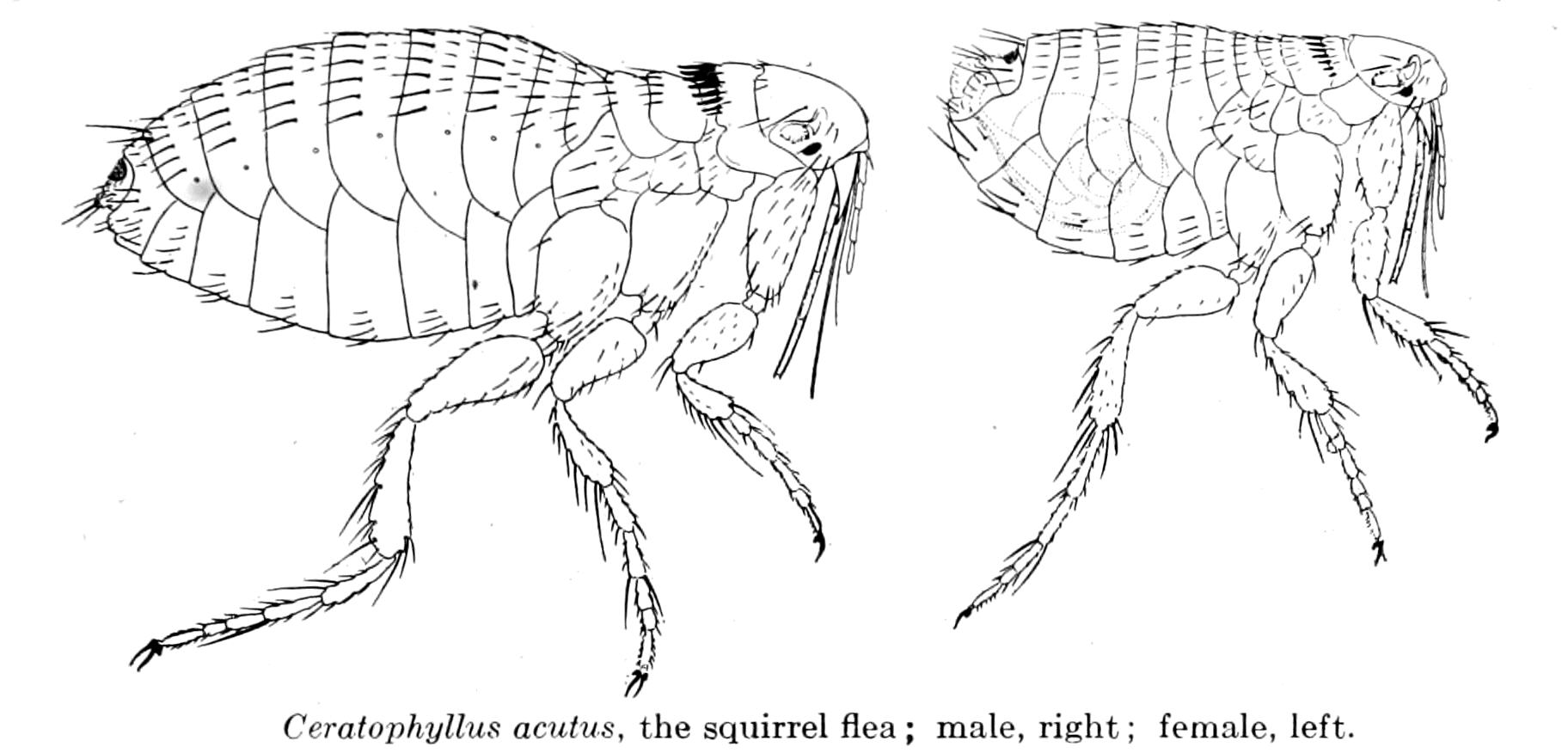

## Dottertaxa till fågelloppor, i alfabetisk ordning[1][2]
- Aenigmopsylla
- Aetheca
- Amalaraeus
- Amaradix
- Amphalius
- Baculomeris
- Brevictenidia
- Callopsylla
- Ceratophyllus
- Citellophilus
- Dactylopsylla
- Dasypsyllus
- Eumolpianus
- Foxella
- Glaciopsyllus
- Hollandipsylla
- Igioffius
- Jellisonia
- Kohlsia
- Libyastus
- Macrostylophora
- Malaraeus
- Margopsylla
- Megabothris
- Megathoracipsylla
- Mioctenopsylla
- Monopsyllus
- Myoxopsylla
- Nosopsyllus
- Opisodasys
- Orchopeas
- Oropsylla
- Paraceras
- Paramonopsyllus
- Pleochaetis
- Plusaetis
- Rostropsylla
- Rowleyella
- Smitipsylla
- Spicata
- Spuropsylla
- Syngenopsyllus
- Tarsopsylla
- Thrassis
- Traubella